# M. Harvey Brenner
M. Harvey Brenner (geb. 20. Oktober 1939 in New York City; gest. 20. September 2022 in München) war ein US-amerikanischer Gesundheitssoziologe und Gesundheitsökonom, der die Auswirkungen der Wirtschaftslage auf die öffentliche Gesundheit untersuchte. Im Zentrum seiner Studien stand der Zusammenhang zwischen wirtschaftlichen Faktoren und psychischer Gesundheit.

## Leben
Brenner stammte aus einer jüdischen Flüchtlingsfamilie, die vor den Nazis aus Berlin geflohen war. Seine Eltern waren Robert und Ethel Brenner. Er erwarb 1962 den Bachelor in Economics an der City University of New York, sodann an der Yale University 1964 den Master und 1966 den PhD in Soziologie.
Er kam von Yale an die Johns Hopkins University, an der er von 1972 bis 2004 lehrte als auch in medizinischer Soziologie promovierte. M. Harvey Brenner unterrichtete von 2005 bis 2020 an der University of North Texas in der School of Public Health des Health Science Center in Fort Worth und wurde zum Distinguished Professor of Public Health ernannt. Außerdem war er emeritierter Professor an der Bloomberg School of Public Health, Abteilung für Gesundheitspolitik und -management an der Johns Hopkins University. In Deutschland hatte er eine Gastprofessur an der Medizinischen Hochschule Hannover inne und war von 1996 bis 2005 auch Professor für Epidemiologie an der Technischen Universität Berlin. Brenner starb im September 2022 an den Komplikationen eines Krankenhausaufenthalts.
Das Hauptarbeitsgebiet von M. Harvey Brenner waren die Untersuchungen zum Einfluss der Wirtschaft auf die öffentliche Gesundheit. Sein Buch Mental Illness and the Economy (Psychische Erkrankungen und die Wirtschaft) hat jahrzehntelange Forschung zu den Auswirkungen wirtschaftlicher Veränderungen (insbesondere Arbeitslosigkeit) auf die Suizid- und chronische Krankheitssterblichkeit in den Vereinigten Staaten und den Industrieländern ausgelöst. Er untersuchte die Faktoren, die für internationale Unterschiede in Krankheits- und Sterblichkeitsmustern verantwortlich sind und entwickelte mit einem Schwerpunkt auf Industrieländer die ersten Modelle zu den Auswirkungen der Großen Rezession auf Suizide anhand von Daten aus 33 Ländern.
Im Vereinigten Königreich, in Frankreich, Ungarn und Schweden leitete er eine von der EU finanzierte epidemiologische Studie über die Auswirkungen der Rezession auf den Personalabbau in Unternehmen und dessen Einfluss auf die psychische und physische Gesundheit. Die Ergebnisse zeigten, dass nicht nur diejenigen, die arbeitslos wurden, sondern auch diejenigen, die in Beschäftigung verblieben, unter erheblichen Depressionen, Alkoholproblemen und anderen Gesundheitsschäden litten.
Er hat Analysen zu den Auswirkungen der nationalen Gesundheitsausgaben auf die Verringerung der Sterblichkeit bei Herzkrankheiten, Krebs und Schlaganfällen in den Vereinigten Staaten und in Europa erstellt und dabei die gesundheitsschädigenden Auswirkungen der Großen Rezession berücksichtigt. Zuletzt veröffentlichte Brenner eine Studie über die Auswirkungen der mit COVID-19 verbundenen Rezession auf Depressionen, Angstzustände und Suizid und leistete damit einen Beitrag zur Verbesserung der Gesundheit benachteiligter Gemeinschaften.
Brenner verstarb unerwartet im Alter von 82 Jahren in München. Er hinterließ seine Ehefrau, eine gemeinsame Tochter sowie drei Stieftöchter aus einer früheren Beziehung.

## Preise und Ehrungen
1996 erhielt er den Career Award for Scientific Excellence von der American Public Health Association für seine Pionierarbeit auf dem Gebiet der gesundheitlichen Ungleichheiten aufgrund von sozioökonomischem Status, Rasse und ethnischer Zugehörigkeit.

## Beratertätigkeiten
- Er war als Berater für den Gemeinsamen Wirtschaftsausschuss des US-Kongresses, den Congressional Research Service, das US-Finanzministerium, die Europäische Union, die Ford Foundation und die Carey Foundation tätig.

## Veröffentlichungen
- 1973: Mental Illness and the Economy. Harvard University Press, Cambridge.
- 1979: Wirtschaftskrisen, Arbeitslosigkeit und psychische Erkrankung (= Medizin und Sozialwissenschaften, Bd. 5). Hrsg. von Manfred Pflanz. Übers. von Siegfried Weyerer und Barbara Lindauer. Urban & Schwarzenberg, München, ISBN 978-3-541-08951-2.
- 2006: Health and quality in work. Impact of Macroeconomic Factors on Mortality in Europe and the OECD. Final Report. Brussels (European Commission, Directorate General for Employment, Social Affairs and Equal Opportunities, Unit D1) VC/2004/0256.
- 1973: Fetal, infant and maternal mortality during periods of economic instability. International Journal of Health Services, 3, 2, S. 145–159.
- 1979: Mortality And The National Economy – A Review, And The Experience of England And Wales, 1936–76. The Lancet (ii), September 15, S. 568–573 (Artikel).
- 1984: Estimating the effects of economic change on national health and social well-being. A study for the Subcommittee on Goals and Intergovernmental Policy of the Joint Economic Committee of Congress. U.S. Government Printing Office, Washington DC.
- 1986: Zur Abschätzung der sozialen Kosten der Volkswirtschaftspolitik: Implikationen für psychische Gesundheit, körperliche Gesundheit und kriminelles Verhalten. Übersetzung der U.S.-Studie aus dem Jahr 1976 von Betty und Siegfried Weyerer. In: Bernd Klees, Siegfried Weyerer (Hg.): Weg vom Fenster – Arbeitslosigkeit und ihre Folgen. Nachrichten-Verlags-Gesellschaft, Frankfurt a. M., S. 108–186.
- 1987: Relation of economic change to Swedish health and social well-being 1950–1980. In: Social Science & Medicine, 25, 2, S. 183–195.
- 1987: Economic change, alcohol consumption and heart disease in nine industrialized countries. Social Science & Medicine, 25,2, S. 119–132.
- 1999: Epidemiologie: Die wichtigen und die weniger wichtigen Einflußfaktoren. In: Deutsche Gesellschaft für Public Health (Hrsg.): Public-Health-Forschung in Deutschland. Verlag Hans Huber, Bern/Göttingen.[4]
- 1980, 2020: (als Herausgeber mit Anne Mooney und Thomas J. Nagy) Assessing the Contributions of the Social Sciences to Health. Routledge, ISBN 978-0-367-16757-8.